# 衝日浪

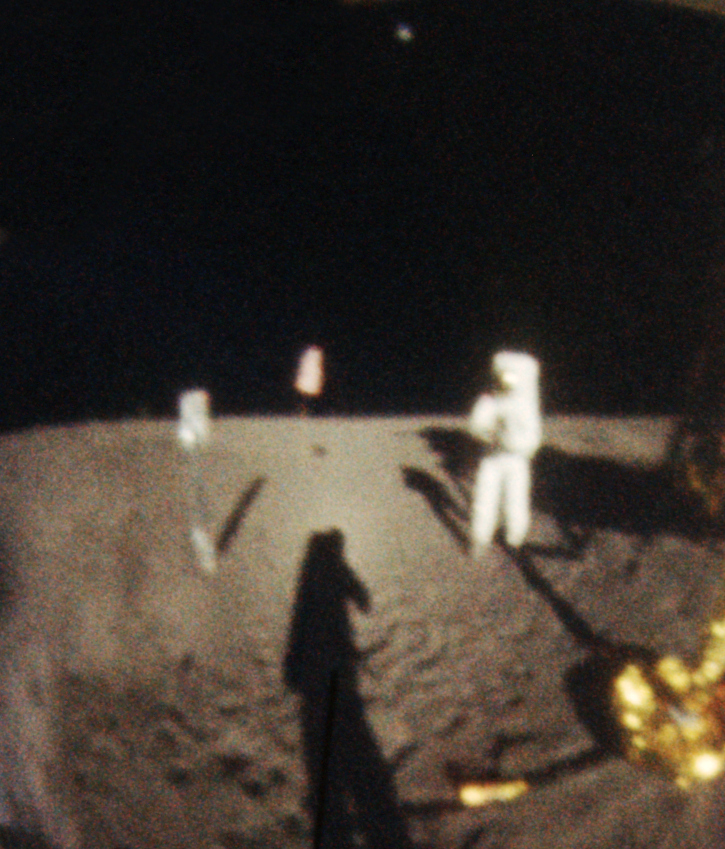
月球土壤的復歸反射使得艾德林頭部陰影的周圍因為衝日效應產生的明亮的區域。

衝日浪（opposition surge，有時稱為衝日效應、衝日尖峰或西利格效應）是當照明直接來自觀測者的後方，而在粗糙的表面，或有許多顆粒物體產生的亮光。這個名詞廣泛的應用在天文學，一般是指天體，如行星、月球或彗星，在觀測時的相位角接近零時，亮度突然明顯增加的現象。它會如此命名是因為在衝時月球和火星反射的光，比簡單的朗伯反射率所預測的亮度出現顯著的增加。對這種觀測的現象提出了兩種物理機制：陰影的隱匿性和相干的反向散射。

## 概論
相位角的定義是觀測者觀察的天體和光源之間的角度。在太陽系中，光源是太陽，觀測者是坐落在地球上。在相位角為0時，太陽是在觀測者的後方，而被觀測的天體在前方，因此向著地球的這一面完全被照亮著。
天體的亮度與相位角的關係，當與太陽的相位角迅速地降低，而天體的亮度會急遽的增加。這主要的原因是受光的面積增加，但也有一部分是因為陽光照射部分的內在亮度，影響這個因素的是來自被觀測天體反射陽光的角度。因此，可見的被照亮區域確實只有兩倍大，但滿月光度超過上弦月或下弦月的兩倍。 

## 物理機制

### 隱藏的陰影
當反射角接近光線擊中物體表面的角度時（從觀測者的角度看，即當太陽和物體接近衝的位置），通常這個物體的內在亮度是接近其最大值
。在相位角是0度時，物體被充分的照明，所有的陰影都會消失。而當相位角趨近於0時，表觀亮度還會突然增加，這突然增加的亮度就稱為衝日浪。
這種效應在太陽系天體沒有大氣的風化層表面上特別明顯，主要原因是被照明的表面充滿了小孔和坑洞，當觀察者與光源幾乎在同一條線上時，在其它入射角時的陰影處會被照亮。這種效應只有在相位角接近0的很小的範圍內才看得見。當對物體的反射性質已進行過定量研究，詳細的衝日效應 －其強度和角度－ 可以由兩個哈普克參數描述。在行星環（例如土星環），衝日浪是肇因於環上粒子的陰影覆蓋。這是雨果·馮·澤利格在1887年率先提出的解釋
。

### 相干反向散射
衝日浪亮度增加的另一個理論是相干散射。在相干散射，如果散射體表面的尺度相當於光的波長，而散射粒子間的距離大於一個波長，反射光會在很窄的角度被增強。亮度的增加是因為所發出的反射光連貫的結合。
相干散射的現象也已經用雷達觀測到。特別是，最近卡西尼－惠更斯號使用2.2公分的雷達觀測泰坦顯示，需要相干散射效應來解釋雷達波長的高反照率。

## 在太陽系
湯姆·格雷爾斯在1956年研究來自一顆小行星的反射光時就描述了衝日浪的存在。格雷爾斯後來的研究顯示月球的亮度也有相同的效果。他創造了衝日效應（"opposition effect"）這個名詞描述此一現象，但更直觀的衝日浪（"opposition surge"）現在被更廣泛的使用。
自格雷爾斯的研究開始，就注意到衝日浪只出現在沒有大氣層的太陽系天體，對有大氣層的天體則沒有這種亮度激增的報告。
在月球，B. J. Buratti 等人建議在相位角4°和0°之間，亮度增加了40%。這種增加大部分來自表面粗糙的月球高地，而非對平滑的月海。對於這種現象的主要機制，測量顯示與波長的依賴性很小：湧浪的3-4%在0.41μm，然後是1.00 μm。此一結果顯示衝日浪的主要原因是陰影隱藏而不是相干散射。

## 外部連結
- Hayabusa observes the opposition surge of Asteroid Itokawa
- opposition effect （页面存档备份，存于）, "Atmospheric optics" website. Includes a picture of the opposition surge on the moon
- opposition effect mechanism （页面存档备份，存于）, "Atmospheric optics" website. Diagrammatic representation of the opposition surge
- "The-moon wikispaces" opposition surge page Archive.today的存檔，存档日期2013-02-09
- Opposition surge on Saturn's B Ring as seen by Cassini–Huygens